# Мартинес, Эмилиано (футболист, 1999)
Эмилиа́но Марти́нес Тора́нса (исп. Emiliano Martínez Toranza; род. 17 августа 1999, Пунта-дель-Эсте, Уругвай) — уругвайский футболист. Выступает на позиции опорного полузащитника. Игрок клуба «Палмейрас» и национальной сборной Уругвая.

## Клубная карьера
Мартинес — воспитанник столичного клуба «Насьональ». 16 сентября 2019 года в матче против столичного «Ливерпуля» он дебютировал в уругвайской Примере. В своём дебютном сезоне Мартинес стал чемпионом Уругвая. 22 февраля 2021 года в поединке против столичного «Феникса» Эмилиано забил свой первый гол за «Насьональ». По окончании сезона он во второй раз стал чемпионом страны. Летом 2021 года Мартинес перешёл в бразильский «Ред Булл Брагантино». Сумма трансфера составила 3,4 млн евро. В матче против «Шапекоэнсе» он дебютировал в бразильской Серии A.
Летом 2022 года Мартинес на правах аренды перешёл в датский «Мидтьюлланн». В матче против «Норшелланна» он дебютировал в датской Суперлиге. По окончании аренды клуб выкупил трансфер игрока, подписав с ним контракт на 5 лет.

## Достижения
Клубные
 «Насьональ»
- Победитель уругвайской Примеры (2): 2019, 2020
- Обладатель Суперкубка Уругвая: 2021